# Hypognatha janauari
Hypognatha janauari Levi, 1996 è un ragno appartenente alla famiglia Araneidae.

## Etimologia
Il nome della specie deriva dal nome della località brasiliana di rinvenimento: il parco ecologico Janauari

## Caratteristiche
L'olotipo fe mminile rinvenuto ha dimensioni: cefalotorace lungo 1,75 mm, largo 1,47 mm; opistosoma lungo 3,3 mm, largo 3,5 mm.

## Distribuzione
La specie è stata reperita nel Brasile settentrionale: nel parco ecologico Janauari, poco a sud di Manaus, nello stato di Amazonas.

## Tassonomia
Al 2014 non sono note sottospecie e dal 1996 non sono stati esaminati nuovi esemplari.